# Europejskie Igrzyska Halowe w Lekkoatletyce 1969
IV Europejskie Igrzyska Halowe odbyły się 8–9 marca 1969 w Belgradzie w Hali 1 Targów Belgradzkich.

## Klasyfikacja medalowa
| Pozycja | Państwo         | złoto | srebro | brąz | razem |
| ------- | --------------- | ----- | ------ | ---- | ----- |
| 1.      | NRD             | 7     | 1      | 3    | 11    |
| 2.      | Polska          | 6     | 3      | 0    | 9     |
| 3.      | ZSRR            | 3     | 4      | 3    | 10    |
| 4.      | Wielka Brytania | 2     | 2      | 5    | 9     |
| 5.      | RFN             | 2     | 2      | 2    | 6     |
| 6.      | Francja         | 2     | 2      | 0    | 4     |
| 7.      | Belgia          | 1     | 0      | 0    | 1     |
| 8.      | Węgry           | 0     | 2      | 0    | 2     |
| 8.      | Bułgaria        | 0     | 2      | 0    | 2     |
| 10.     | Szwajcaria      | 0     | 1      | 1    | 2     |
| 10.     | Hiszpania       | 0     | 1      | 1    | 2     |
| 12.     | Czechosłowacja  | 0     | 1      | 0    | 1     |
| 12.     | Norwegia        | 0     | 1      | 0    | 1     |
| 14.     | Jugosławia      | 0     | 0      | 3    | 3     |
| 14.     | Rumunia         | 0     | 0      | 3    | 3     |
| 16.     | Irlandia        | 0     | 0      | 1    | 1     |
| Razem   | Razem           | 23    | 22     | 22   | 67    |

## Mężczyźni

### konkurencje biegowe
| konkurencja                            | złoto                                                                              | złoto     | srebro                                                                       | srebro | brąz                                                                     | brąz   |
| -------------------------------------- | ---------------------------------------------------------------------------------- | --------- | ---------------------------------------------------------------------------- | ------ | ------------------------------------------------------------------------ | ------ |
| Bieg na 50 m (szczegóły)               | Zenon Nowosz · Polska                                                              | 5,8       | Wałerij Borzow · ZSRR                                                        | 5,8    | Bob Frith · Wielka Brytania                                              | 5,8    |
| Bieg na 400 m (szczegóły)              | Jan Balachowski · Polska                                                           | 47,3      | Jan Werner · Polska                                                          | 47,4   | Jurij Zorin · ZSRR                                                       | 47,4   |
| Bieg na 800 m (szczegóły)              | Dieter Fromm · NRD                                                                 | 1:46,6 WR | Henryk Szordykowski · Polska                                                 | 1:47,1 | Noel Carroll · Irlandia                                                  | 1:47,6 |
| Bieg na 1500 m (szczegóły)             | Edgard Salvé · Belgia                                                              | 3:45,9    | Knut Brustad · Norwegia                                                      | 3:46,2 | Walter Wilkinson · Wielka Brytania                                       | 3:46,4 |
| Bieg na 3000 m (szczegóły)             | Ian Stewart · Wielka Brytania                                                      | 7:55,4    | Javier Álvarez · Hiszpania                                                   | 7:56,2 | Werner Girke · RFN                                                       | 7:56,8 |
| Bieg na 50 m przez płotki (szczegóły)  | Alan Pascoe · Wielka Brytania                                                      | 6,6       | Werner Trzmiel · RFN                                                         | 6,6    | Nicolae Pertea · Rumunia                                                 | 6,7    |
| Sztafeta 4 × 2 okrążenia (szczegóły)   | Polska · Jan Werner · Jan Radomski · Andrzej Badeński · Jan Balachowski            | 3:01,9    | ZSRR · Leonid Mikiszew · Aleksandr Bratczikow · Wałerij Borzow · Jurij Zorin | 3:01,9 | RFN · Dieter Hübner · Herbert Moser · Peter Bernreuther · Manfred Kinder | 3:04,5 |
| Sztafeta 1+2+3+4 okrążenia (szczegóły) | Polska · Edward Romanowski · Andrzej Badeński · Henryk Szordykowski · Jan Radomski | 4:16,4    | –                                                                            | –      | –                                                                        | –      |
| Sztafeta 3 × 1000 m (szczegóły)        | RFN · Anton Adam · Walter Adams · Harald Norpoth                                   | 7:08,0 WR | Czechosłowacja · Ján Šišovský · Petr Bláha · Pavel Pěnkava                   | 7:23,1 | Jugosławia · Radovan Piplović · Slavko Koprivica · Adam Ladik            | 7:42,8 |

### konkurencje techniczne
| konkurencja                | złoto                      | złoto | srebro                        | srebro | brąz                           | brąz  |
| -------------------------- | -------------------------- | ----- | ----------------------------- | ------ | ------------------------------ | ----- |
| Skok wzwyż (szczegóły)     | Walentin Gawriłow · ZSRR   | 2,17  | Henry Elliott · Francja       | 2,14   | Șerban Ioan · Rumunia          | 2,14  |
| Skok o tyczce (szczegóły)  | Wolfgang Nordwig · NRD     | 5,20  | Hennadij Błyznecow · ZSRR     | 5,10   | Joachim Bär · NRD              | 5,10  |
| Skok w dal (szczegóły)     | Klaus Beer · NRD           | 7,77  | Lynn Davies · Wielka Brytania | 7,76   | Rafael Blanquer · Hiszpania    | 7,63  |
| Trójskok (szczegóły)       | Nikołaj Dudkin · ZSRR      | 16,73 | Zoltán Cziffra · Węgry        | 16,46  | Carol Corbu · Rumunia          | 16,20 |
| Pchnięcie kulą (szczegóły) | Heinfried Birlenbach · RFN | 19,51 | Hartmut Briesenick · NRD      | 19,19  | Heinz-Joachim Rothenburg · NRD | 18,69 |

## Kobiety

### konkurencje biegowe
| konkurencja                            | złoto                                                                              | złoto     | srebro                                                                                    | srebro | brąz                                                                             | brąz   |
| -------------------------------------- | ---------------------------------------------------------------------------------- | --------- | ----------------------------------------------------------------------------------------- | ------ | -------------------------------------------------------------------------------- | ------ |
| Bieg na 50 m (szczegóły)               | Irena Szewińska · Polska                                                           | 6,4       | Sylviane Telliez · Francja                                                                | 6,5    | Madeleine Cobb · Wielka Brytania                                                 | 6,5    |
| Bieg na 400 m (szczegóły)              | Colette Besson · Francja                                                           | 54,0      | Christel Frese · RFN                                                                      | 54,8   | Rosemary Stirling · Wielka Brytania                                              | 54,8   |
| Bieg na 800 m (szczegóły)              | Barbara Wieck · NRD                                                                | 2:05,3 WR | Magdolna Kulcsár · Węgry                                                                  | 2:07,5 | Anna Zimina · ZSRR                                                               | 2:08,0 |
| Bieg na 50 m przez płotki (szczegóły)  | Karin Balzer · NRD                                                                 | 7,2 WR    | Meta Antenen · Szwajcaria                                                                 | 7,3    | Christine Perera · Wielka Brytania                                               | 7,4    |
| Sztafeta 4 × 1 okrążenie (szczegóły)   | Francja · Odette Ducas · Sylviane Telliez · Colette Besson · Christiane Martinetto | 1:34,3    | ZSRR · Galina Bucharina · Wira Popkowa · Ludmiła Gołomazowa · Ludmiła Samotiosowa         | 1:34,6 | Jugosławia · Darja Marolt · Verica Ambrozi · Ljiljana Petnjarić · Marijana Lubej | 1:36,9 |
| Sztafeta 1+2+3+4 okrążenia (szczegóły) | ZSRR · Wira Popkowa · Ludmiła Samotiosowa · Raisa Nikanorowa · Anna Zimina         | 4:52,4    | Polska · Irena Szewińska · Zdzisława Robaszewska · Elżbieta Skowrońska · Zofia Kołakowska | 4:53,2 | Jugosławia · Verica Ambrozi · Ika Maričić · Mirjana Kovačev · Ninoslava Tikvicki | 5:05,9 |

### konkurencje techniczne
| konkurencja                | złoto                    | złoto | srebro                       | srebro | brąz                      | brąz  |
| -------------------------- | ------------------------ | ----- | ---------------------------- | ------ | ------------------------- | ----- |
| Skok wzwyż (szczegóły)     | Rita Schmidt · NRD       | 1,82  | Jordanka Błagoewa · Bułgaria | 1,82   | Antonina Łazariewa · ZSRR | 1,79  |
| Skok w dal (szczegóły)     | Irena Szewińska · Polska | 6,38  | Sue Scott · Wielka Brytania  | 6,18   | Meta Antenen · Szwajcaria | 6,15  |
| Pchnięcie kulą (szczegóły) | Marita Lange · NRD       | 17,52 | Iwanka Christowa · Bułgaria  | 16,94  | Ingeburg Friedrich · NRD  | 16,42 |

## Objaśnienia skrótów
WR – rekord świata